# Pedro Jiménez Guerra
Pedro Jiménez Guerra, matemático español nacido el 18 de mayo de 1951 en Madrid. Miembro de la Real Academia de Ciencias Exactas, Físicas y Naturales. Es licenciado en Ciencias Empresariales por ICADE y doctor en Ciencias Matemáticas por la Facultad de Ciencias de la Universidad Complutense de Madrid. Sus líneas de investigación se refieren principalmente a problemas de extensión de funciones aditivas y a diversos temas relacionados con la teoría de la medida. 

## Cargos
- Secretario General del Instituto de España.
- Vicerrector de Investigación de la UNED (1991-1992).
- Director del Departamento de Matemáticas Fundamentales.
- Catedrático de Análisis Matemático de la Facultad de Ciencias de la Universidad Nacional de Educación a Distancia.
- Académico correspondiente de la Real Academia de Ciencias Exactas, Físicas y Naturales desde 1987.
- Académico correspondiente de la Academia de Ciencias de Granada.

## Publicaciones
- Sur une généralization du théoreme de Hahn-Banach (1974)
- Stability of tensor product of Radon measures of type ae (1978)
- Sur l’extension des fonctions additives continues sur semigroupes topologiques preordonnés (1979)
- Criterios de convergencia de redes de medidas de conjuntos Riemann-integrables (1980)
- Propiedades de convexidad para medidas valoradas en semigrupos (1981)
- On the range of semi-group valued measures (1984)
- Representation of operators by bilinear integrals (1987)
- Derivación de medidas e integración vectorial bilinear (1988)
- Operators and LP spaces (1989)